# Deepolis
A Deepolis egy 3D-s online multiplayer játék, amit a Bigpointgames bocsátott ki 2008. december 17-én. A játék egy képzelt „vízi világot” mutat be, ahol a játékosok három megbízó közül választhatnak, harcolhatnak, nyersanyaggal kereskedhetnek.
A játék 2009-ben elnyerte a „Red dot design award” díjat a „Digital Games” kategóriában.
A Deepolis egy online játék, melyen különböző nemzetiségű emberek játszanak. Első lépésként, a három szolgáltató közül kell választani. Minden új felhasználó, az alap hajót kapja (seal) és a hozzá tartozó alap pajzsot, fegyvert. A cél az, hogy minél több npc-t és ellenséges játékost ölj meg, hogy minél több próbát teljesíts, és minél több tapasztalat pontot szerezz, hogy fejlődj.

A játékosok klánokat alapíthatnak, hogy közös erővel harcoljanak az ellenségek ellen, illetve más klánok ellen. 
Alapvetően a szintednek megfelelő felszerelést tudod megvásárolni. Minél magasabb szintet ér el valaki, annál nagyobb, jobb, erősebb felszerelést vásárolhat magának.
2020. február 1-jén a Deepolis szerverei végleg leálltak.

## Navigálás
- Az egér gombbal irányítható a hajó, a bal egér gomb lenyomásával. Ha odébb kattintasz, arra a pontra megy a hajó, ahova nyomtál. ha folyamatosan lenyomva tartjuk a bal egérgombot, akkor a hajó folyamatosan halad a kívánt irányba. Ha a mini térképen egy adott pontra nyomunk, a hajó oda fog menni magától, ez célszerű hosszabb távok megtételére, ám arra is van lehetőség, ha megnyomjuk a „legközelebbi bázisra” feliratot, hogy automatikusan odamegy a hajó.
- Megállni a „space”gombbal lehet.
- Mível ez egy 3dimenziós játék, így különböző mélységek vannak. A fel le nyilak segítségével lehet süllyedni vagy emelkedni, vagy az egér görgője segítségével.

## Bázisok
A térképre kattintva különböző bázisokat láthatunk. Minden bázis a játékosok számára egy védelmi terület, ahol nem lehet harcolni. Minél messzebb barangolunk el, annál nagyobb terület válik ismertté számunkra (melyet a térkép jelez) és annál több bázist találunk. A bázisok különbözőek, nem mindegyiknél lehet ércet eladni, és van olyan is, ahol semmilyet nem lehet. Utunk során megtapasztaljuk melyik bázison mit érdemes venni vagy eladni, lehet kereskedni is az állomások között. Azt se feledjük, hogy minél messzebb visz utunk a játékban, nem csak bázisokat találhatunk, hanem újabbnál újabb lényeket is, melyek egyre erősebbek.
A Scionok színűek nem mehetnek a Jafhnar bázisra és fordítva! A Nautok mindenhova mehetnek.

## Harc
- A játék lényege a harc az idegenekkel (NPC) és az ellenséges játékosokkal, továbbá tapasztalatpontok szerzése, nyersanyagok gyűjtése és eladása, amiért Cel-t kapnak. A támadásokhoz hangfegyverre és torpedóra van szükség. Egérrel ki kell jelölni az ellenfelet, majd dupla kattintással megtámadhatjuk azt.
- Minden hajónak van pajzsa és életereje. Amint az életerő eléri a nullát, a hajó megsemmisül. Ha a hajót egy ellenséges lény süllyeszti el akkor csak a rakományod veszik oda és csökken a tapasztalatod! Ha egy NPC süllyeszti el a hajódat akkor a pénzednek kb.: az egyharmada az ellenséges NPC-é lesz. A pajzsok az ellenség által okozott kárt mérséklik. A pajzs és az életerő magától regenerálódik, amennyiben már nem támadják a hajót (nanogenekkel ez gyorsítható).
- A kezdő játékos az 5-ös szintig minden más játékos támadásától védve van.

## 2. Költségek
A játék alapvetően ingyenes, Cel-lel lehet különféle felszerelést, hajókat vásárolni, ezt npc-k lelövésével, próbákkal lehet megszerezni. Vannak úgynevezett elit felszerelések is, melyek Helix-be kerülnek, ezekhez szintén úgy lehet hozzájutni, hogy npc-ket lövünk, illetve küldetéseket csinálunk, de módunkban áll feltölteni egyenlegünket is. Az elit felszereléseket meg lehet szerezni az árveréseken is Cel-ért.